# 9108 Toruyusa
9108 Toruyusa este un asteroid din centura principală, descoperit pe 9 ianuarie 1997, de Takao Kobayashi.